# Reunión de Zunyi

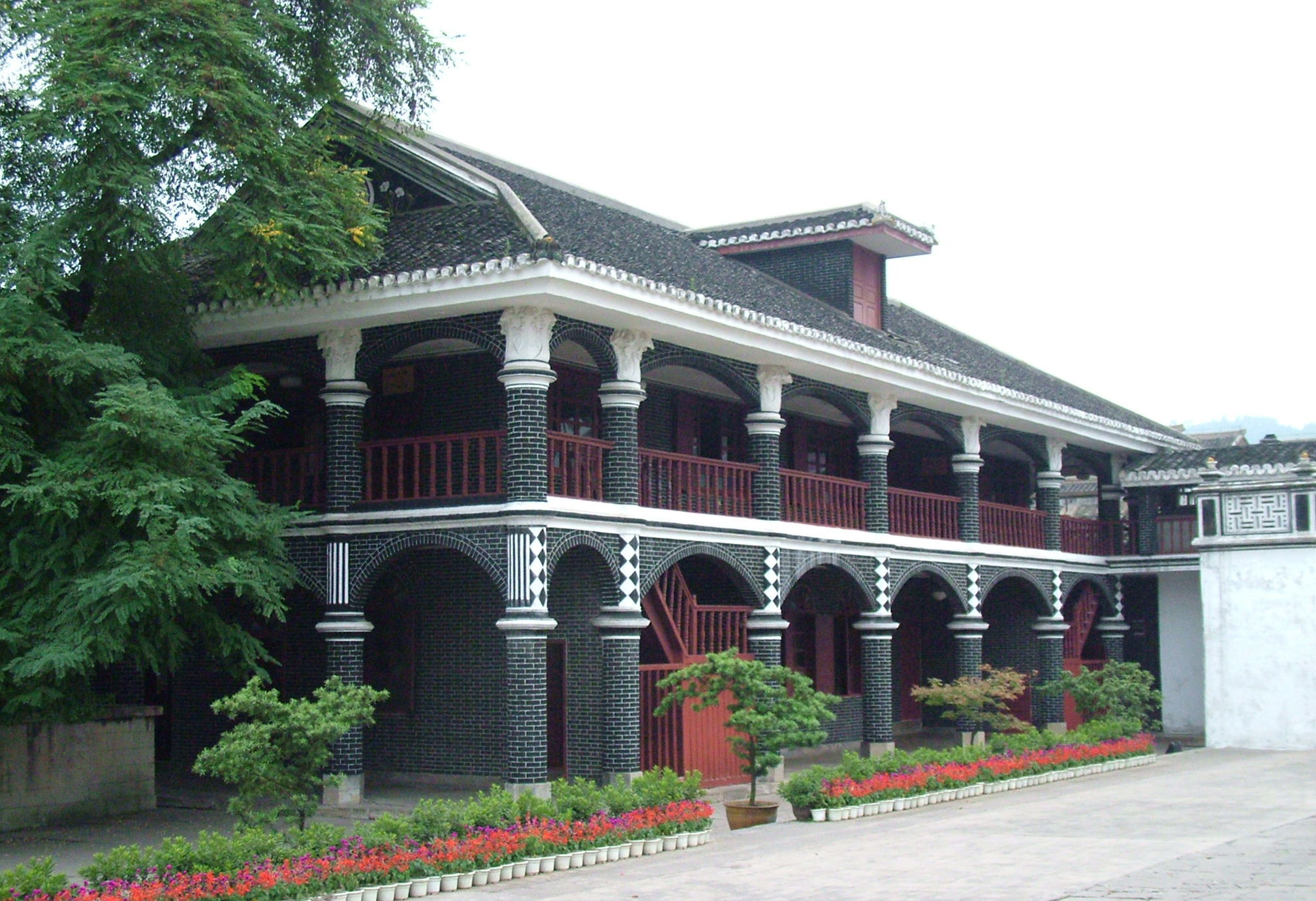
El edificio en el que se celebró la reunión, en el centro de Zunyi. Desde 1995 es un monumento histórico.

La Reunión de Zunyi (chino tradicional: 遵義會議, chino simplificado: 遵义会议, pinyin: Zūnyì Huìyì) fue una asamblea en la que participaron los principales dirigentes del Partido Comunista de China, y que se celebró en la ciudad de Zunyi, en la provincia china de Guizhou entre el 15 y el 17 de enero de 1935. La reunión fue el escenario de fuertes críticas a los hasta entonces máximos dirigentes del Partido Comunista, y supuso el reconocimiento de Mao Zedong como principal líder del partido. Por ello, la Reunión de Zunyi está considerada como un punto de inflexión y uno de los acontecimientos de mayor trascendencia en la historia del Partido Comunista de China.

## Antecedentes
La Reunión de Zunyi se celebró poco después del comienzo de la Larga Marcha, el viaje a través del interior de China que siguieron las tropas del Partido Comunista de China junto a sus principales miembros y dirigentes en su huida del acoso al que se vieron sometidos por el ejército de la República de China, que los llevó a abandonar el Sóviet de Jiangxi, el embrión de estado comunista que habían llegado a formar en parte de las provincias sureñas de Jiangxi y Fujian.
Tras superar las líneas defensivas del ejército de la República al abandonar Jiangxi en dirección al oeste, los integrantes de la Larga Marcha se adentraron en la provincia de Guizhou, donde ocuparon durante varios días la ciudad de Zunyi. Allí, en la casa de uno de los caudillos militares de la zona, los comunistas organizaron la reunión, que se prolongaría durante tres días, para discutir la situación del partido y la estrategia que se debía seguir en el futuro.

## Desarrollo de la reunión
La Reunión de Zunyi se desarrolló en un momento de extrema debilidad del partido. Tras el fracaso de la experiencia de gobierno en Jiangxi, de donde se habían visto obligados a huir, el comienzo de la Larga Marcha enfrentó a las tropas del Ejército Rojo, fuerzas armadas del Partido Comunista, con el ejército de la República, que había rodeado la zona comunista de Jiangxi. Aunque los comunistas conseguirían rebasar las líneas defensivas de las fuerzas leales a la República, las duras batallas, en particular la que se desarrolló en torno al río Xiang, en el límite entre Hunan y Guizhou, resultaron en un gran número de bajas y deserciones. Los alrededor de 86.000 hombres que habían salido de Jiangxi se habían visto reducidos a unos 30.000.
Debido a estos reveses, entre las bases del partido se había extendido una gran desconfianza en sus líderes, que se manifestaría con suma intensidad en la Reunión. Hasta aquel momento, el partido estaba dominado por el grupo de los llamados veintiocho bolcheviques, que habían estudiado en Moscú y tenían el apoyo de la Unión Soviética. El principal dirigente de estos era Wang Ming, que por aquel entonces se encontraba en Moscú. Sobre el terreno, el principal dirigente de los veintiocho bolcheviques era Bo Gu, leal colaborador de Wang Ming. Ambos habían puesto bajo arresto a Mao Zedong en los últimos meses de existencia del Sóviet de Jiangxi, en un intento de apartarlo de los puestos destacados en la jerarquía. Al comenzar la Larga Marcha, la operación se encontraba comandada por tres hombres: el propio Bo Gu, Zhou Enlai y, como principal responsable de la estrategia militar, el alemán Otto Braun, representante de la Komintern, la organización internacional con la que la Unión Soviética apoyaba y financiaba los movimientos comunistas en el mundo. 
La Reunión de Zunyi comenzó con las exposiciones por parte de Bo Gu y de Zhou Enlai de la situación del partido y de las causas de los reveses. El tercero en tomar la palabra fue Zhang Wentian, uno de los más firmes aliados de Mao Zedong, que lanzó un contundente ataque dialéctico contra Bo Gu y Otto Braun y la estrategia que habían marcado los asesores de la Komintern. Tras la dura intervención de Zhang Wentian en apoyo de las tesis de Mao, otros miembros del partido, comenzando por Wang Jiaxiang tomaron la palabra y, uno tras otro, mostraron su apoyo a Mao. Sólo el miembro del Buró Político Gai Feng se enfrentaría a Mao, al que acusó de no saber nada del marxismo-leninismo, e intentaría defender a Bo Gu y Otto Braun, sin éxito. La falta de apoyos del joven Bo Gu, que había sido nombrado líder de los comunistas chinos desde Moscú, y del alemán Braun, que solo era capaz de comunicarse en ruso mediante un intérprete, dejó el camino libre a Mao para hacerse con el poder, apoyado por las bases del partido.

## Zunyi entre el mito y la realidad
Esta visión de la Reunión de Zunyi como punto de inflexión en la historia del Partido Comunista de China y como momento clave en la subida al poder de Mao Zedong ha sido puesta en duda por algunos autores. Como muchos episodios de la Larga Marcha, el relato tradicional procede de lo que contaron los que después serían máximos dirigentes del Partido Comunista y de la República Popular, y la veracidad de muchas de estas historias es difícil de comprobar. Esto es especialmente cierto en el caso de la Reunión de Zunyi pues fueron muy pocos los participantes y, además, los testimonios recogidos por escrito datan de muchos años después de su celebración. Una visión alternativa que ha cobrado vigencia en el mundo académico considera a la Reunión de Zunyi como una más de entre muchas reuniones celebradas durante la Larga Marcha. Según esta visión, la interpretación de Zunyi como un antes y un después en la historia del Partido Comunista de China sería más bien una construcción propagandística hecha a posteriori en un afán de identificar hitos trascendentales en el ascenso al poder de Mao.

## Consecuencias
De acuerdo con la interpretación tradicional en China, Mao Zedong se erigía tras la Reunión de Zunyi como el hombre fuerte del Partido Comunista de China. Zhou Enlai conseguiría mantener su posición de privilegio, mientras que Bo Gu y Otto Braun quedaban relegados a un segundo plano. El cargo de Secretario General del Partido Comunista de China pasaba de Bo Gu a Zhang Wentian. 
Después del final de la Larga Marcha, Mao lograría reorganizar el Partido Comunista en su nueva plaza fuerte de Yan'an, en la provincia de Shaanxi en el norte de China. Años más tarde, en 1945, durante el VII Congreso Nacional del Partido, Mao era nombrado presidente del Comité Central, del Secretariado y de la Comisión Militar Central del Partido. De esa manera, Mao consumaba su ascenso al poder absoluto en el seno del Partido Comunista, que había comenzado en Zunyi.